# Coppa di Turchia 2014-2015 (pallavolo maschile)
La Coppa di Turchia di pallavolo maschile 2014-2015 si è svolta dal 26 novembre 2014 al 29 marzo 2015: al torneo hanno partecipato 8 squadre di club turche e la vittoria finale è andata per la sesta volta, la terza consecutiva, allo Halk Bankası Spor Kulübü.

## Regolamento
Alla competizione prendono parte le migliori 8 classificate della Voleybolun 1.Ligi al termine del girone di andata di regular season. I quarti di finale si svolgono in gare di andata e ritorno. Le quattro formazioni che superano il turno accedono alla Final Four, che si svolge con semifinali e finale in gara secca.

## Squadre partecipanti
- Arkas
- Fenerbahçe
- Galatasaray
- Halkbank
- İnegöl
- İstanbul BB
- Şahinbey
- Ziraat Bankası

## Torneo

### Quarti di finale

#### Andata
| 26 novembre 2014 Karataş Şahinbey Spor Salonu, Gaziantep Durata: 1h:09 - Spettatori: 800 | Şahinbey       | 0 - 3 | Arkas       | 20-25, 14-25, 19-25               |
| 26 novembre 2014 İnegöl Kapalı Spor Salonu, İnegöl Durata: 1h:26 - Spettatori: 250       | İnegöl         | 0 - 3 | Halkbank    | 23-25, 22-25, 26-28               |
| 26 novembre 2014 Başkent Voleybol Salonu, Ankara Durata: 1h:59 - Spettatori: 580         | Ziraat Bankası | 2 - 3 | Fenerbahçe  | 22-25, 15-25, 25-20, 25-20, 10-15 |
| 27 novembre 2014 Burhan Felek Spor Salonu, Istanbul Durata: 1h:54 - Spettatori: 30       | Galatasaray    | 1 - 3 | İstanbul BB | 23-25, 25-20, 22-25, 13-25        |

#### Ritorno
| 24 febbraio 2014 İzmir Atatürk Spor Salonu, Smirne Durata: 1h:07 - Spettatori: 250  | Arkas       | 3 - 0 | Şahinbey       | 25-18, 25-18, 25-10 |
| 24 febbraio 2014 Başkent Voleybol Salonu, Ankara Durata: 1h:04 - Spettatori: 100    | Halkbank    | 3 - 0 | İnegöl         | 25-18, 25-14, 25-18 |
| 25 febbraio 2014 Burhan Felek Spor Salonu, Istanbul Durata: h: - Spettatori:        | Fenerbahçe  | 0 - 3 | Ziraat Bankası | 17-25, 22-25, 21-25 |
| 24 febbraio 2014 Burhan Felek Spor Salonu, Istanbul Durata: 1h:24 - Spettatori: 200 | İstanbul BB | 0 - 3 | Galatasaray    | 20-25, 23-25, 21-25 |

### Final-four
|  | Semifinali     | Semifinali     | Semifinali |       |          | Finale   | Finale | Finale |  |
|  |                |                |            |       |          |          |        |        |  |
|  | Halkbank       | Halkbank       | 3          |       |          |          |        |        |  |
|  | Halkbank       | Halkbank       | 3          |       |          |          |        |        |  |
|  | Galatasaray    | Galatasaray    | 1          |       |          |          |        |        |  |
|  | Galatasaray    | Galatasaray    | 1          |       | Halkbank | Halkbank | 3      |        |  |
|  |                |                |            |       | Halkbank | Halkbank | 3      |        |  |
|  |                |                | Arkas      | Arkas | 0        |          |        |        |  |
|  | Arkas          | Arkas          | Arkas      | Arkas | 0        | 3        |        |        |  |
|  | Arkas          | Arkas          |            |       |          |          |        |        |  |
|  | Ziraat Bankası | Ziraat Bankası | 0          |       |          |          |        |        |  |

#### Semifinali
| 28 marzo 2014 Cengiz Göllü Kapalı Spor Salonu, Bursa Durata: 2h:06 - Spettatori: 1 800 | Halkbank | 3 - 1 | Galatasaray    | 25-21, 27-29, 27-25, 25-15 |
| 28 marzo 2014 Cengiz Göllü Kapalı Spor Salonu, Bursa Durata: 1h:30 - Spettatori: 2 500 | Arkas    | 3 - 0 | Ziraat Bankası | 25-19, 25-18, 25-23        |

#### Finale
| 29 marzo 2014 Cengiz Göllü Kapalı Spor Salonu, Bursa Durata: 1h:28 - Spettatori: 1 500 | Halkbank | 3 - 0 | Arkas | 25-18, 25-23, 25-22 |